# Trichoscypha ferruginea
Espèce
Classification APG III (2009)
Trichoscypha ferruginea a aussi pour synonyme scientifique Trichoscypha acuminata,, c’est d’ailleurs sous ce nom que cette plante est le plus souvent citée dans les ouvrages scientifiques. 
Elle est présente dans l’Afrique tropicale de l’ouest, le Nigeria, le Cameroun, la République centrafricaine, la Guinée équatoriale, le Gabon, le Congo, la République démocratique du Congo et le nord de l’Angola. Couramment appelé « raisin du Gabon » mais selon les ethnies son nom diffère aussi : en bassa : ndoï ; en bobilis : ebouti ; en boulou : amvout ; en ejagham : okoyon ; en ewondo : amvout ; chez les pygmées Bagyeli et chez les pygmées Baka : ngoyo. Au Cameroun, il se retrouve dans les forêts de basse et moyenne altitude au sud du plateau de l’Adamaoua, mais est absent dans les savanes péri-forestières et les forêts montagnardes.  

## Description
Cet arbre peut atteindre 20 m de hauteur et 40 centimètres de diamètre avec une cime ayant de longues feuilles rayonnantes mais peu branchu chez les jeunes pieds. Le fût est irrégulier et bosselé, les écailles rectangulaires allongées chez les vieux sujets, la tranche est jaune voire rougeâtre exsudant un latex blanc abondant. Les feuilles sont alternes pouvant atteindre 1,5 m de longueur. Les inflorescences sont en panicules pyramidales pendantes sur certaines bosses du tronc et pouvant atteindre des dimensions de 35 x 30 cm chez les inflorescences mâles et 20 x 8 cm chez les femelles, les fleurs étant tétramères. Les fruits rouges, veloutés et pubescents à poils simples blancs se forment en grappes allant d’une vingtaine à une centaine de drupes oblongues, mesurant jusqu’à 7 x 4 cm. La pulpe du fruit est rouge, charnue et pulpeuse. Le noyau est oblong pesant environ 40 g et il n’y a qu’une graine par noyau. On retrouve souvent les cultures de plants dans les pépinières d’organismes œuvrant pour la gestion durable de l’environnement ou de recherche forestière. Les fruits sont récoltés au cours des cueillettes qui sont faites de manière artisanale, mais non réglementée. Cette plante évolue sur les sols argileux profond ou argilo-sableux et le climat doit être équatorial ou sub-équatorial. Les graines germent rapidement mais la croissance de la plante est lente.

## Utilité
Le fruit est le plus communément consommé, sa pulpe étant comestible et riche en vitamines. Dans des usages médicaux, il peut aussi être administré comme un tonifiant pour les personnes anémiques en convalescence. L’écorce est utilisée contre la constipation auprès des enfants. Une décoction de l’écorce est administrée aux femmes afin de lutter contre la stérilité, la dysménorrhée et pour l’hémorragie lors de la grossesse. Elle est aussi utilisée pour nettoyer les boutons de variole et lors de bains afin de soigner les rhumatismes. Une décoction de la plante peut être utilisée au cours des bains à la vapeur pour traiter les maladies pulmonaires, les maux de tête, les courbatures dues aux fièvres, les douleurs à l’estomac ou aux flancs, comme vermifuge et comme aphrodisiaque. Enfin la présence de saponines est confirmée dans l’écorce, tandis que les tanins sont présents dans l’écorce et les racines.